# Юнпин
Юнпи́н (кит. упр. 永平, пиньинь Yǒngpíng) — уезд Дали-Байского автономного округа провинции Юньнань (КНР).

## История
Уезд был образован в 1274 году, после монгольского завоевания государства Дали.
После вхождения провинции Юньнань в состав КНР в 1950 году был образован Специальный район Дали (大理专区), и уезд вошёл в его состав.
Постановлением Госсовета КНР от 16 ноября 1956 года Специальный район Дали был преобразован в Дали-Байский автономный округ.
В октябре 1958 года уезд Юнпин был присоединён к уезду Юньлун, но уже в марте 1961 года он был воссоздан.

## Административное деление
Уезд делится на 3 посёлка, 1 волость и 3 национальные волости.